# Американський психопат (фільм)
«Американський психопат» (англ. American Psycho) — американська чорна комедія з елементами фільму жахів режисерки та сценаристки Мері Геррон, що вийшов у 2000-му році. У головних ролях: Крістіан Бейл, Віллем Дефо та Джаред Лето. Стрічка знята на основі однойменного роману Брета Істона Елліса.
Уперше фільм продемонстрували 21 січня 2000 року в США на кінофестивалі «Санденс».
В Україні у кінопрокаті фільм не демонструвався.

## Сюжет
У світі споживання, найвищими цінностями є елегантна візитна картка, модний одяг, відвідування престижних ресторанів та ін. Успішний Патрік Бейтман (Крістіан Бейл) робить все, аби бути першим: доглядає за своєю шкірою, обличчям, тілом.
Однак ночами його нав'язлива пристрасть до досконалості перетворюється на пристрасть до насильства. Побачивши в провулку безробітного волоцюгу, Патрік спочатку хоче допомогти йому, а потім імпульсивно вбиває, відкриваючи низку кривавих і безглуздих злочинів.

## У ролях
| Актор         | Роль                     |
| ------------- | ------------------------ |
| Крістіан Бейл | Патрік Бейтман           |
| Віллем Дефо   | детектив Дональд Кімбелл |
| Джастін Теру  | Тімоті Брайс             |
| Джош Лукас    | Крейґ МакДермотт         |
| Хлоя Севіньї  | секретарка Джин          |
| Різ Візерспун | Евелін Вільямс           |
| Джаред Лето   | Пол Аллен                |
| Білл Сейдж    | Девід Ван Паттен         |
| Саманта Метіс | Кортні Ролінсон          |

## Сприйняття

### Критика
Фільм отримав загалом позитивні відгуки: Rotten Tomatoes дав оцінку 67 % на основі 141 відгуку від критиків (середня оцінка 6,2/10) і 82 % від глядачів із середньою оцінкою 3,6/5 (295,825 голосів). Загалом на сайті фільми має позитивний рейтинг, фільму зарахований «стиглий помідор» від кінокритиків і «попкорн» від глядачів, Internet Movie Database — 7,5/10 (238 041 голос), Metacritic — 64/100 (35 відгуків критиків) і 8,1/10 від глядачів (178 голосів). Загалом на цьому ресурсі від критиків і від глядачів фільм отримав позитивні відгуки.

### Касові збори
Під час показу у США, що розпочався 14 квітня 2000 року, впродовж першого тижня фільм показали у 1,236 кінотеатрах і він зібрав $4,961,015, що на той час дозволило йому зайняти 7 місце серед усіх прем'єр. Фільм зібрав у прокаті у США $15,070,285, а в решті світу $19,196,279, себто загалом $34,266,564 при бюджеті $7 млн.

### Нагороди і номінації[14]
| Рік  | Нагорода                                 | Категорія                                  | Номінант                     | Результат |
| ---- | ---------------------------------------- | ------------------------------------------ | ---------------------------- | --------- |
| 2000 | Camerimage                               | Золота жаба (найкраща операторська робота) | Анджей Секула                | Номінація |
| 2000 | Товариство кінокритиків Лас-Вегаса       | Найкращий адаптований сценарій             | Мері Геррон, Ґвіневер Тернер | Номінація |
| 2000 | Національна рада кінокритиків США        | За видатні досягнення у кіно               |                              | Перемога  |
| 2000 | Кінофестиваль «Сіджас»                   | Найкращий фільм                            | Мері Геррон                  | Номінація |
| 2001 | Chlotrudis Awards                        | Найкращий актор                            | Крістіан Бейл                | Перемога  |
| 2001 | Chlotrudis Awards                        | Найкращий адаптований сценарій             | Мері Геррон, Ґвіневер Тернер | Перемога  |
| 2001 | Empire Awards                            | Найкращий британський актор                | Крістіан Бейл                | Номінація |
| 2001 | Міжнародна гільдія жахів                 | Найкращий фільм                            | стрічка                      | Перемога  |
| 2001 | Нагорода Лондонської спілки кінокритиків | Найкращий актор року                       | Крістіан Бейл                | Номінація |
| 2001 | Нагорода Лондонської спілки кінокритиків | Режисер року                               | Мері Геррон                  | Номінація |
| 2001 | Нагорода онлайн товариства кінокритиків  | Найкращий актор                            | Крістіан Бейл                | Номінація |